# 휘경여자고등학교
휘경여자고등학교(徽慶女子高等學校)는 대한민국 서울특별시 동대문구 휘경동에 위치한 사립 고등학교이다.

## 학교 연혁
- 1970년 1월 28일 : 학교법인 휘경학원 설립인가
- 1970년 1월 28일 : 초대 이사장 황온순 여사 취임
- 1975년 3월 3일 : 휘경여자고등학교 설립인가(15학급)
- 1975년 3월 3일 : 휘경여자고등학교 제1회 입학식
- 1975년 3월 3일 : 초대 박은용 교장 취임
- 1978년 1월 7일 : 휘경여자고등학교 제1회 졸업식
- 1978년 8월 20일 : 본관 27개 교실 완공
- 1980년 5월 19일 : 예문관(도서관 및 과학실) 준공
- 1985년 11월 2일 : 체육관 준공식
- 2000년 4월 27일 : 자양관(학교 급식실) 준공
- 2001년 5월 19일 : 예지관 준공
- 2002년 5월 3일 : 자천당 준공
- 2003년 9월 16일 : 자천당 다목적실 준공
- 2005년 5월 18일 : 제3대 이사장 최준명 박사 취임
- 2007년 11월 23일 : 건산홀 준공
- 2021년 2월 2일 : 제44회 졸업식(졸업생 266명, 누계 25,992명)
- 2021년 3월 2일 : 제47회 입학식
- 2021년 8월 27일 : 제7대 장길창 교장 취임
- 2024년 12월 16일 :  제8대 현지윤 교장 취임

## 참고 자료
- 휘경여자고등학교 - 한국교육학술정보원 학교알리미